# Metallactus sekerkai
Metallactus sekerkai is een keversoort uit de familie bladkevers (Chrysomelidae). De wetenschappelijke naam van de soort werd in 2012 gepubliceerd door Sassi.